# Cantonul Cozes
Cantonul Cozes este un canton din arondismentul Saintes, departamentul Charente-Maritime, regiunea Poitou-Charentes, Franța.

## Comune
| Comune                     | Populație (1999) | Cod poștal | Cod INSEE |
| -------------------------- | ---------------- | ---------- | --------- |
| Arces                      | 608              | 17120      | 17015     |
| Barzan                     | 449              | 17120      | 17034     |
| Boutenac-Touvent           | 195              | 17120      | 17060     |
| Brie-sous-Mortagne         | 247              | 17120      | 17068     |
| Chenac-Saint-Seurin-d'Uzet | 590              | 17120      | 17098     |
| Cozes                      | 1915             | 17120      | 17131     |
| Épargnes                   | 781              | 17120      | 17152     |
| Floirac                    | 331              | 17120      | 17160     |
| Grézac                     | 675              | 17120      | 17183     |
| Meschers-sur-Gironde       | 2615             | 17132      | 17230     |
| Mortagne-sur-Gironde       | 1022             | 17120      | 17248     |
| Saint-Romain-sur-Gironde   | 50               | 17240      | 17392     |
| Semussac                   | 1778             | 17120      | 17425     |
| Talmont-sur-Gironde        | 79               | 17120      | 17437     |